# アウロラケラトプス
アウロラケラトプス (Auroraceratops) は「夜明けの角の顔」を意味する中国と韓国の白亜紀前期アプチアン期の地層から知られる二足歩行の角竜の属の一つ。属名は初期の角竜である事と、古生物学者のピーター・ドッドソンの妻ドーン・ドッドソン (Dawn Dodson) の双方に因んでいる (Dawn は英語で夜明けの意味)。

## 発見と種
最初の標本は中国北央部、甘粛省の馬宗山地区の公婆泉盆地、新民堡層群で発見された。2019年には完全な骨格を含む80以上の個体が発見された。
種小名「ルゴスス」 (rugosus) はラテン語で「粗い」を意味する。これは頭骨表面の複数の箇所にある粗面、特にこの動物に特有の涙骨の表面の皺の広がりに由来する。アウロラケラトプスはアーケオケラトプスに次ぐ馬宗山地区で2番目の新角竜類である。
模式標本 IG-2004-VD-001は、亜成体の吻骨を欠くほぼ完全な頭骨と頭頂骨で構成される。

## 記載

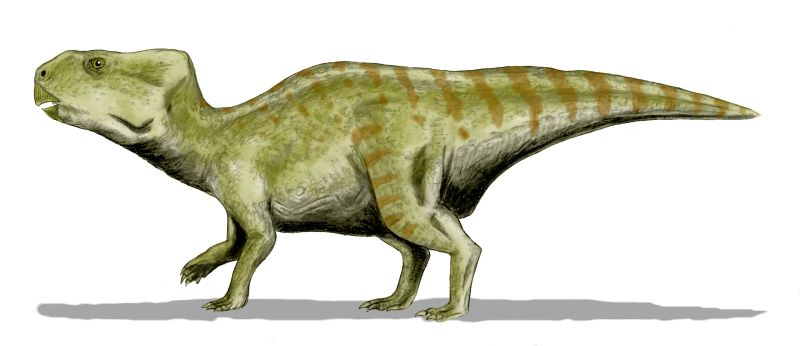
復元図

殆どの他の新角竜類は長く狭い吻部で特徴づけられるが、アウロラケラトプスはより短く広い吻部を持つ。 20 cm (8 in) の頭骨自体は平たく幅広い。 前上顎骨は少なくとも2対の横紋のある牙状の歯を備える。眼窩の前側と頬骨の下顎に対応する部分の粗面は生体ではほぼ間違いなくケラチンで覆われていたと思われる。 
アウロラケラトプスはかなり派生的な中型の基盤的新角竜類であり、その系統に多様性を追加した。その頭骨はアーケオケラトプスやリャオケラトプスには見られない特徴を示す。2019年に出版された体骨格の詳細な分析では、この動物が二足歩行をした事が示唆され、体重は15.5 kgと推定された 。